# ایگور رازورنوف
ایگور رازورنوف (اوکراینی: Ігор Анатолійович Разорьонов؛ زادهٔ ۲۵ مارس ۱۹۷۰) وزنه‌بردار اهل اوکراین بود.
وی در مسابقات کشوری و بین‌المللی در مجموع برندهٔ ۳ مدال طلا، ۱ مدال نقره، ۳ مدال برنز شده‌است.